# Yanomami
Les Yanomami sont un peuple indigène d’Amérique du Sud. Présents au Brésil et au Venezuela, ils constituent un ensemble linguistique et culturel divisé en quatre sous-groupes parlant des langues mutuellement intelligibles : les langues yanomami. Leur population était estimée à 32 000 personnes en 2014, repartis entre 200 et 250 villages dans la forêt amazonienne, dont 50 % de Yanomami occidentaux.

## Ethnonyme
Le nom Yanomami est un exonyme créé par les anthropologues qui ont travaillé avec ce groupe au Venezuela. Ils ont également été désignés dans l'histoire par les noms Guaharibos, Sanima, Shiriana ou Waika.
En yanomami occidental, yanõmami tëpë signifie monde des « êtres humains », par distinction des napëpë (monde des humains étrangers ou hostiles), des yaropë (monde des autres êtres vivants, non-humains) et des yai thepë (monde des esprits immatériels xapiripë, en portugais chapiri qui peuvent néanmoins influencer ou « posséder » les êtres vivants).

## Langues
Jusqu'au début du XXIe siècle, les Yanomami ignoraient l'écriture, mais utilisaient un complexe langage de signes, manuels, décoratifs sur leur peau ou par végétaux et plumes, os ou autres restes animaux combinés et placés le long de leurs sentiers dans la forêt. Ce langage leur permet de limiter le bruit lors de la chasse. Ils possèdent un vocabulaire botanique et cynégétique d’environ 4 000 mots permettant de nommer près de 400 animaux et plus de 300 plantes.

## Situation géographique
Le territoire où vit le peuple Yanomami se situe au cœur de la forêt tropicale humide, à cheval sur le Brésil et le Venezuela. Au Brésil, ce territoire est de 96 000 km2 ; au Venezuela, les Yanomami vivent dans la réserve de biosphère d'Alto Orinoco-Casiquiare, dont la superficie est de 82 000 km2, soit deux fois la Suisse et un peu plus que la Guyane française. Leur territoire au Brésil, classé en 1992, est considéré comme une région prioritaire en matière de protection de la biodiversité amazonienne, mais la population humaine, estimée à 38 000 personnes en 2014, ne bénéficie pas de protection particulière ; les indigènes y étaient encore majoritaires à la fin du XXe siècle avec un effectif de 27 000 Yanomamis répartis en 188 villages et maisons collectives en 1995.

## Mode de vie

### Habitat

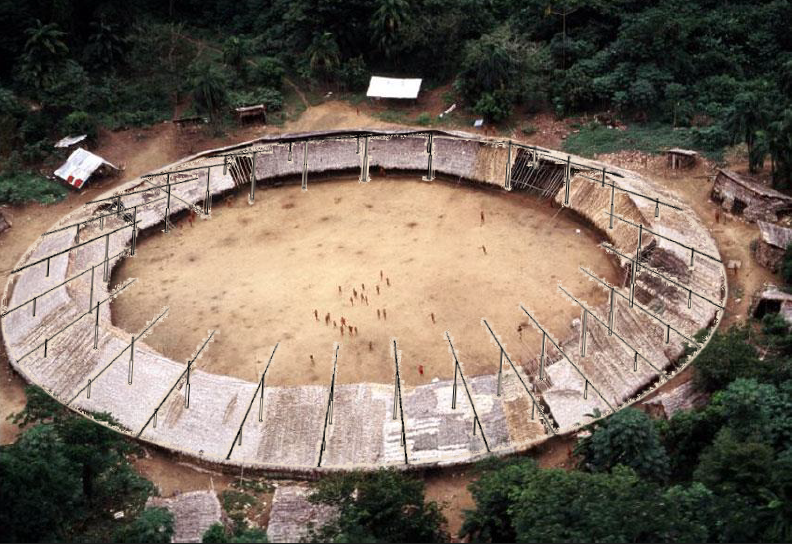
Chabono (maison commune) yanomami

Les Yanomami vivent dans de grandes maisons communes circulaires, qu'ils construisent eux-mêmes, appelées chabono (en). Les plus grands chabono peuvent abriter jusqu'à 400 personnes. Lorsqu'ils arrivent dans un territoire non encore exploité (ou qui ne l'a plus été depuis longtemps), ils commencent par créer une clairière pour y élever le chabono traditionnel en bois, couvert de feuilles de palmier et de chaume, avec plusieurs foyers (un par famille) et des poteaux auxquels on accroche les hamacs et les moustiquaires, lesquels permettent de dormir à l'abri des animaux hématophages, venimeux ou dangereux. L'espace central ouvert est voué aux travaux en commun, aux jeux et aux fêtes et cérémonies.
Après quelques années, quand la charpente commence à pourrir, que le gibier commence à manquer sur le territoire, et que les sols des jardins sur brûlis s'épuisent ou sont envahis par les végétaux sauvages, le village déménage. Ailleurs, le bâtiment est reconstruit et son diamètre revu en fonction de la taille de la communauté.

### Alimentation
Pendant quelques années selon la quantité de ressources disponibles, sur des distances d'environ 10 kilomètres autour de leur village, soit une zone d'environ 314 km2, les Yanomami se nourrissent de la chasse, de la pêche et de la cueillette. Ces activités contribuent à fournir une alimentation diversifiée. Il peut exister un partage des tâches entre les sexes : les hommes construisent et entretiennent le chabono, fabriquent des pièges, fourbissent les armes, chassent le pécari, le tapir, le cerf et le singe, et utilisent souvent le curare (un extrait de plante) pour empoisonner leurs proies. La chasse est considérée comme la plus prestigieuse des compétences et la viande est appréciée de tous.
Cependant, elle compte pour seulement 10 % de leur nourriture : le reste de leur alimentation provient de jardins implantés dans des zones défrichées de la forêt, où environ 60 espèces sont cultivées par les femmes. On y compte notamment la banane plantain, le maïs, le manioc, les arachides, la canne à sucre, la papaye, le tabac et des plantes psychotropes. Ces cultures sont utilisées dans l'alimentation, l'artisanat ou dans un but médicinal. Les femmes recueillent également des noix, des crustacés, amphibiens, insectes et larves d’insectes, et une quinzaine de sortes de miel sauvage, très prisé par les Yanomami. La collecte de plantes comestibles concerne plus de 130 espèces végétales. Elles fabriquent aussi des tissus végétaux sans métier à tisser, des paniers, des poteries sans roue de potier, et entretiennent tous les ustensiles.
L'éducation des jeunes générations revient aux deux sexes, de même que l’agriculture sur brûlis qui fournit plus de 75 % des calories des Yanomami. Chaque communauté ouvre chaque année entre 3 et 6 hectares de nouvelles cultures qui serviront pendant environ 3 ans, avant d'être abandonnées à la régénération naturelle. Bien que fondée sur le défrichement et le brûlis, l’agriculture yanomami n’épuise pas l’environnement, car les jardins sont de petite taille et très espacés. On observe peu d’érosion et les arbres environnants trouvent là des conditions idéales pour se développer.
Dans la forêt, le gibier est uniquement prélevé par les chasseurs à l'arc : le résultat de la chasse est toujours échangé entre les voisins et les familles car celui qui a tué ne consomme pas le résultat de sa propre chasse, mais reçoit sa part d'un autre chasseur. La chasse fournit à elle seule 55 % des protéines de l’alimentation yanomami. Elle est pratiquée par les hommes de l’adolescence à la cinquantaine d'années.
Les Yanomami chassent environ 35 espèces de mammifères, 90 espèces d’oiseaux, et une quinzaine d’espèces de reptiles (dont 6 de tortues). Les armes de chasse habituelles sont l’arc et les flèches, même si l’on note l'apparition de fusils, souvent obtenus auprès de chercheurs d’or. Le gibier est généralement pisté, mais des appeaux et des imitations sont parfois utilisés pour l’attirer. La pêche est pratiquée à la ligne ou à la nivrée, et concerne plus d’une centaine d’espèces de poissons.

## Microbiote, génétique et vulnérabilité
En 2009, un groupe de Yanomami vivant dans « un village sans contact antérieur documenté avec des occidentaux » a fait l'objet d'une étude microbiologique qui a apporté deux découvertes : 
- Le microbiote (intestinal, buccal et cutané) de ces Yanomami « héberge un microbiome contenant la plus grande diversité de bactéries et de fonctions génétiques jamais répertoriées dans un groupe humain », dont « des bactéries potentiellement bénéfiques » encore inconnues et qui pourraient disparaître avec l'occidentalisation de ces tribus ;
- Le microbiote de ces Yanomami contenait aussi plus de bactéries (E Coli généralement) dotées de gènes d'antibiorésistance que chez certains cas témoins venant de communautés rurales du Venezuela et du Malawi.

## Recherches ethnographiques
Après les recherches et études d'Alain Gheerbrant dans les années 1950, la photographe anthropologue suisse alémanique Barbara Brändli a vécu un long séjour parmi eux et a étudié leur culture et leur mode de vie dans les années 1960. La photographe Claudia Andujar, cofondatrice de la CCPY (Commission pour la Création d'un Parc yanomami), participe à la défense des droits des Yanomami de puis les années 1970.
Dans les années 1990 et au début des années 2000 Bruce Albert, un ethnologue belge, a fait connaître la pensée du chamane yanomami Davi Kopenawa, ainsi devenu le porte-parole de ce peuple en Europe,. En 1989, Davi Kopenawa reçut le Right Livelihood Award de l'organisation Survival International : ce fut un élément décisif pour obtenir l’accord du gouvernement brésilien pour la création du parc yanomami en 1992.

## Ethnologie

### Mythes, rites et croyances
Les Yanomamis orientaux attribuent leur origine au coït du démiurge Omama avec la fille d’un être aquatique : Tëpërësiki, maître des plantes cultivées. Ils prêtent à Omama l’origine des règles sociales et culturelles en usage, ainsi que la tutelle des esprits xapiripë (chapiri), avec lesquels on peut communiquer par l'intermédiaire des plantes psychotropes comme la liane hallucinogène Banisteriopsis caapi (connue en Europe comme ayahuasca) ou la poudre yakoana. L’initiation aux mythes yanomami se déroule sur plusieurs années et comporte des transes. Les esprits xapiripë sont immatériels mais peuvent être représentés sous la forme d’amulettes ou statuettes zoomorphes ou humanoïdes miniature, que l’on couvre d’ornements cérémoniels. Les zoomorphes représentent d’ancêtres animaux (totémisme). Les représentations peuvent être aussi des végétaux ou des entités cosmiques telles que la lune ou le soleil, mais aussi des xapiripë domestiques comme celui du chien ou celui du feu.
Imitant le jaguar et ses vibrisses, les femmes yanomami se transpercent le nez, la lèvre inférieure et les commissures des lèvres de fines baguettes qui se balancent au moindre mouvement. Souvent, elles fixent à l'extrémité de ces ornements des fleurs de lys sauvage. Avec de l’onoto, teinture végétale rouge, elles dessinent sur leur corps de longues lignes ondulées qui symbolisent les animaux mythologiques, en particulier Omama et Tëpërësiki, pourvoyeurs de fertilité et de santé.
Le psychotrope communautaire, la parika est prise au quotidien. Au moyen d’un long roseau creux, les Yanomami s’insufflent mutuellement dans les fosses nasales quelques bouffées de cette poudre grise. Des visions fantastiques se produisent rapidement, considérées comme des messages des xapiripë. Pour les Yanomami, les maladies ont toujours une cause magique et résultent de différents sortilèges : l’autosuggestion et la psychosomatique jouent des rôles aussi importants que la pharmacopée dans les processus thérapeutiques. Le chamane, recevant les énergies des xapiripë, tente d’extirper le mal à l’aide d’incantations, de rituels et d’attouchements.
Le chabono (en) est la maison collective en bois et feuilles des Yanomami : elle est une reproduction de l’univers. Au centre, la grande place découverte symbolise et permet de voir la voûte étoilée. Dans le cercle du chabono, toutes les familles suspendent leurs hamacs et leurs moustiquaires, confectionnés avec de fibres de lianes. Une fois couchés, les Yanomami conversent longuement, parfois chantonnent ensemble, avant de s’endormir. Selon les anecdotes du jour et la manière de les raconter, des moments d’hilarité égayent la soirée et contribuent au tissage des liens sociaux. Des couples s’accouplent, des nourrissons sont allaités en toute simplicité. Ce n’est qu’après le sevrage, dans leur 4e année, que les enfants reçoivent un hamac personnel. La chaleur du corps maternel est alors remplacée par celle du feu qui brûle toute la nuit sous le grand auvent.

## Influence des chercheurs d’or et aide internationale
La publicité donnée à la fin des années 1970 au potentiel minier du territoire yanomami y déclenche au cours des années 1980 une ruée d’orpailleurs. De 1987 à 1990, 90 pistes d’aviation clandestines sont ouvertes dans la région de la Serra Parima, où entre 30 000 à 40 000 chercheurs d’or exploitent des placers. Leur nombre, dans l’État du Roraima, représente cinq fois la population yanomami. Cette invasion a un impact épidémiologique et écologique important. Le paludisme et les infections respiratoires causent la disparition de 13 % de la population yanomami au Brésil. La destruction et la pollution à grande échelle des rivières (notamment par le mercure) entraîne des dommages considérables pour l’écosystème et les ressources naturelles exploitées par les Yanomami.
Le territoire est cadastré en 1992 avec la création du Parc Yanomami après une campagne de sensibilisation de Davi Kopenawa. L’État brésilien refuse cependant d’en reconnaître la propriété foncière aux Yanomami. Dans la classe dirigeante brésilienne, nombreux sont ceux qui souhaiteraient réduire le territoire yanomami à un modeste périmètre ethno-touristique et l’ouvrir aux chercheurs d'or et à la colonisation. L’armée veut aussi maintenir sa présence dans la région et projette de construire de nouveaux camps militaires.
En août 1993, une note écrite par une missionnaire présente au village yanomami de Xidéia parvient au bureau de la FUNAI de Boa Vista : « Les Indiens (de Haximú) sont tous ici et refusent de s’en retourner à cause des chercheurs d’or qui sont allés dans une maloca (maison communautaire) voisine, ont tué sept enfants, cinq femmes et deux hommes, et détruit la maison ».
L’affaire est portée devant un tribunal en 1996 et cinq orpailleurs sont condamnés à des peines de 19 à 20 ans de prison pour génocide. Deux d’entre eux sont incarcérés, les trois autres s’évadent. Il s’agit de la seconde condamnation de l’histoire du Brésil pour génocide.
La présence des orpailleurs a repris depuis 2015. En 2019, des milliers d’orpailleurs clandestins affluent sur les terres indigènes et mettent en danger plusieurs tribus isolées de Yanomami. Ces chercheurs d’or, encouragés par le discours du président Jair Bolsonaro promettant d’en finir avec la sanctuarisation des territoires indigènes, et par l’impuissance des agences de l’État privées de moyens, voient leurs activités soutenues par des entreprises et des politiciens corrompus. Ils s'ajoutent aux trafiquants de bois et aux exploitants agricoles menant paître leur bétail dans les zones réservées.
En 2020, le territoire du peuple Yanomami est toujours menacé au Brésil. Davi Kopenawa dénonce les autorités locales : « Les autorités au Brésil ne nous ont jamais consultés [au sujet des] décisions qui concernent notre forêt ».

L’augmentation des atteintes et des attaques à l’encontre des Yanomami amène la députée Joênia Wapichana, Davi Kopenawa et d’autres leaders autochtones du Brésil à rencontrer Michelle Bachelet, Haut Commissaire des Nations Unies aux droits de l’homme pour discuter de l’incapacité du gouvernement brésilien à faire respecter leurs droits constitutionnels. Le 13 septembre 2021, dans son rapport au Conseil des droits de l’homme de l’ONU, Michelle Bachelet déclare être « alarmée par les attaques récentes menées contre des membres des peuples Yanomami [et Munduruku], au Brésil, par des mineurs illégaux en Amazonie »,,. 

« Les garimpeiros viennent en avion, en bateau, à pied. Ils nous menacent avec leurs armes, font peur à nos femmes, polluent nos fleuves au mercure, amènent la malaria, les pneumonies, les diarrhées. Mais le gouvernement ne nous respecte pas, au contraire, il veut autoriser l’exploitation minière de notre territoire ! »

## Crise humanitaire
En janvier 2023, après la fin du gouvernement Bolsonaro, plusieurs rapports faisant état d’une crise humanitaire Yanomami émergent, ce qui pousse le président Luiz Inácio Lula da Silva et ses ministres à déclarer une « urgence sanitaire » dans le territoire yanomami.

### Filmographie
- Yanomami, documentaire de Jean-Pierre Marchand, 1 h 14 min, ORTF, 1970.
- Les Yanomani: la vie au jour le jour, documentaire de Junichi Ushiyama, Japon, 30 min, 1974.
- La Maison et la Forêt, Volkmar Ziegler, 1994.
- Yanomami, fils de la lune, documentaire de Thierry Huet et Marc Guyot, 2005 (Résumé du film).
- Yanomami, une guerre d'anthropologues, documentaire de José Padilha, France, 2010.
- La dernière forêt, Luiz Bolognesi et Davi Kopenawa, 2021.